# Parlement de la province du Canada
(Huit législatures de 1841 à 1866)
Kingston (1841-1843), Montréal (1844-1849), Toronto (1850-1851), Québec (1852-1856), Toronto (1856-1859), Québec (1860-1866), Ottawa (1866)
Le Parlement de la province du Canada ou Parlement du Canada-Uni est la législature de la province du Canada de 1841 à 1866. Le parlement, institué en raison de l'union législative des provinces du Bas-Canada et du Haut-Canada en 1840, se compose de trois branches : l'Assemblée législative, le Conseil législatif, et le représentant la couronne britannique (un gouverneur général puis un lieutenant-gouverneur).

## Composition

### Assemblée législative
L'Assemblée législative est la chambre basse du parlement de la province. Ses membres, qui sont les représentants du peuple, sont élus au suffrage censitaire.
Tous les sujets britanniques de 21 ans et plus qui possèdent une propriété dont la valeur est de 500 livres sterling ou plus sont éligibles à la candidature aux élections. Le nombre des représentants du peuple est fixé à 84, soit 42 du Canada-Ouest et le même nombre du Canada-Est.

### Conseil législatif
Jusqu'en 1856, le Conseil législatif, la chambre haute du parlement, se compose de 24 conseillers nommés à vie par le représentant de la couronne. Le conseil devient par la suite électif.

### Le représentant de la couronne
La couronne britannique, représentée au pays en la personne d'un gouverneur ou du lieutenant-gouverneur envoyé par Londres, sanctionne les lois adoptées par l'Assemblée et le Conseil.

## Lieux de réunion
Le siège du parlement de la province est déplacée dans une ville du Canada-Ouest puis dans une autre du Canada-Est, en alternance :
- Kingston au Canada-Ouest du 15 juin 1841 à la fin de 1843.
- Montréal au Canada-Est du 28 novembre 1844, incendié en avril 1849 (Incendie de l'hôtel du Parlement à Montréal).
- Toronto au Canada-Ouest de 1850 à 1852.
- Québec au Canada-Est de 1852 à 1856.
- Toronto de 1856 à 1858.
- Québec de 1859 à 1866.
- Ottawa au Canada-Ouest en 1866.